# Pteronotus macleayii
Pteronotus macleayii — вид рукокрилих родини Mormoopidae.

## Морфологія
Тіло вкрите від сірувато-коричневого до оранжево-коричневого кольору хутром, що стає майже білим знизу. Голова відносно плоска. Вуха вузькі і загострені. Середня довжина тіла 7,4 см; хвіст 2,3 см. Дорослі важать від 4 до 7 грам, самці трохи більше.

## Поведінка
Цей товариський вид веде нічний спосіб життя. Утворює колонії в кілька тисяч особин у глибоких і вологих печерних системах. Вони поділяють печери з багатьма іншими місцевими видами кажанів, хоча в цілому є кластеризація з членами їх власного виду. Залишають печери незабаром після заходу сонця і проводять ніч полюючи на комах, в основному мух і жуків. Розмноження починається в березні й призводить до народження одного дитинчати в червні-липні.

## Поширення
Країни поширення: Куба, Ямайка. Живуть там, де є відповідні печери для спочинку. 

## Загрози та охорона
Втрата місць проживання, видобуток гуано, туризм є загрозами.